# Kolymit
Kolymit (Markova & al., 1980), chemický vzorec Cu7Hg6, je krychlový minerál.
Minerál byl nazván podle řeky Kolymy, v jejímž údolí se nachází původní naleziště.

## Vznik
Vzniká v pozdních stádiích mineralizace hydrotermální křemen – antimonitové mineralizace.[zdroj?]

## Morfologie
Na základě průřezů tvoří kubooktaedry s převládajícícm tvarem hexaedru {100}, obvykle jemnozrnné, tvarově nepravidelné, lístkovité, vzácně zakulacené agregáty s nerovným, někdy pórovitým povrchem. Povrch agregátů a pórů bývá vystýlán shluky jemných krystalků o velikosti do 0,005 mm.

## Vlastnosti
- Fyzikální vlastnosti: Mikrotvrdost 220–267 kg.mm−2, hustota 12,5 g/cm³ (s příměsí mědi), h=13,10 g·cm−3(vyp.), štěpnost chybí.
- Optické vlastnosti: Barva: na čerstvém lomu cínově bílá, ve vlhkém vzduchu a ve vodě šedne a matní. Lesk silný kovový, průhlednost: opakní.
- Chemické vlastnosti: Složení: Cu 26,98%, Hg 73,02% (teoretické složení); 26,6% Cu, 72,6% Hg (Kolyma).[1]

## Parageneze
- měď, stibnit, berthierit, pyrit, arsenopyrit, křemen

## Naleziště
- Rusko – Krochalino (TL) (údolí řeky Kolymy, 60 km od Jagodnoje).[1]
- Chile – Marcelita (cca 70 km jv. od Copiapó)
- Mexiko – v muzejních vzorcích
- USA – Nevada v muzejních vzorcích